# Wang Renmei
Wang Renmei (王人美S, Wáng RénměiP; Changsha, 24 dicembre 1914 – Pechino, 12 aprile 1987) è stata un'attrice e cantante cinese.
In occasione del centenario della nascita dell'industria cinematografica in Cina nel 2005, la China Film Performance Art Academy l'ha inserita nella lista dei "100 migliori attori in 100 anni di cinema cinese".